# Metallata canalis
Metallata canalis là một loài bướm đêm trong họ Erebidae.